# Kinga Kasprzak
Pour les articles homonymes, voir Kasprzak.
Kinga Kasprzak est une joueuse de volley-ball polonaise née le 12 juin 1987 à Szczecin. Elle mesure 1,88 m et joue au poste de réceptionneuse-attaquante. Elle totalise 14 sélections en équipe de Pologne.

## Clubs
| Club                             | De        | À         |
| -------------------------------- | --------- | --------- |
| UKS Błyskawica Szczecin          | 2003-2004 | 2003-2004 |
| SMS PZPS Sosnowiec               | 2004-2005 | 2004-2005 |
| Piast Szczecin                   | 2005-2006 | 2006-2007 |
| Energa Gedania Gdańsk            | 2007-2008 | 2007-2008 |
| TPS Rumia                        | 2008-2009 | 2008-2009 |
| Muszynianka Muszyna              | 2010-2011 | 2012-2013 |
| Shanghai Volleyball              | 2013-2014 | 2013-2014 |
| Çanakkale Belediye               | août 2014 | déc 2014  |
| Azəryol VK                       | 2015-2016 | 2015-2016 |
| Hapoël Ironi Kiryat Ata          | 2016-2017 | 2016-2017 |
| HPK Naiset                       | jan 2017  | mai 2017  |
| Hapoël Kfar Saba                 | 2018-2019 | 2018-2019 |
| AZS KSZO Ostrowiec Świętokrzyski | jan 2019  | mai 2019  |
| Volleyball Wrocław               | 2019-2020 | 2019-2020 |
| CS Știința Bacău                 | 2020-2021 | …         |

## Palmarès
- Coupe de Pologne
  - Vainqueur : 2011.
- Championnat de Pologne
  - Vainqueur : 2011.
  - Finaliste : 2012.
- Supercoupe de Pologne
  - Vainqueur : 2011.
- Coupe de la CEV
  - Vainqueur :2013.
- Championnat de Finlande
  - Finaliste : 2017.